# فيدا بريست
فيدا بريست (بالسلوفينية: Vida Brest)‏ (21 يوليو 1925 في سلوفينيا - 10 نوفمبر 1985 في سلوفينيا)؛ كاتِبة مُتخصِّصة في أدب الأطفال، صحفية، مُدرسة، بارتيزانة وشاعرة .